# TRS-80
TRS-80 lub TRS-80 Model I – jeden z najwcześniejszych, obok Apple II i Commodore PET komputerów osobistych, przeznaczony dla masowego odbiorcy. Wprowadzony do sprzedaży w roku 1977 przez Tandy Corporation w swojej sieci sklepów z elektroniką RadioShack na terenie USA. Sprzedawany początkowo w cenie 399 USD lub 599 USD w zestawie z monitorem i magnetofonem.
Do roku 1979 posiadał największą bibliotekę dostępnego oprogramowania dla komputerów osobistych. Do 1982 był najlepiej sprzedającą się rodziną komputerów, według niektórych źródeł pięciokrotnie przewyższając sprzedaż Apple II.
Nazwa TRS-80 pochodzi od Tandy/RadioShack i mikroprocesora Z80. Później zaczęto używać TRS-80 Model I by odróżnić komputer od kolejnych produktów. Wśród użytkowników funkcjonowało też żartobliwe określenie Trash-80 (pol. Śmieć-80) mające odzwierciedlać problemy z jakością komputera.
Firma Tandy oferowała urządzenia peryferyjne dla TRS-80, obsługę posprzedażną, w tym darmowe ulepszenia i doradztwo w sieci RadioShack.
Na początku lat 80. XX wieku wypuszczono kompatybilny TRS-80 Model III, a wkrótce potem Model I został wycofany ze sprzedaży. Przyczyniły się do tego również zaostrzone normy emisji zakłóceń elektromagnetycznych, których Model I nie spełniał. W roku 1983 Model III został zastąpiony przez TRS-80 Model 4.
Firma Tandy używała oznaczenia TRS-80 również w innych, nie powiązanych z oryginalnym komputerem urządzeniach jak: TRS-80 Model II, TRS-80 Model 2000, TRS-80 Model 100, TRS-80 Color Computer i TRS-80 Pocket Computer.
W Polsce w latach 80. XX w. dostępny był mikrokomputer Meritum zgodny z TRS-80 Model I produkowany przez zakłady Mera-Elzab w Zabrzu.

## Specyfikacja

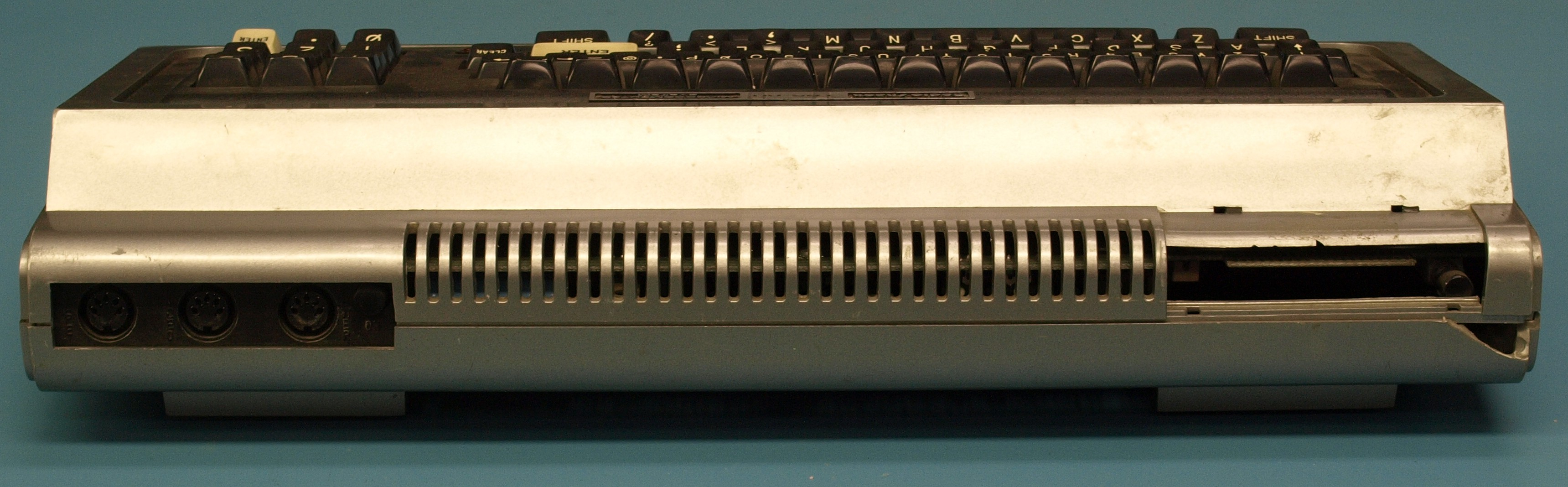
Widok z tyłu, z prawej widoczna szyna rozszerzeń normalnie zakryta klapką.

Wyposażony w pełnowymiarową klawiaturę QWERTY, początkowo bez bloku numerycznego. Używał mikroprocesora Zilog Z80 taktowanego 1,77 MHz. Początkowo wyposażony był w 4 KiB RAM, maksymalnie rozszerzalne do 48 KiB.
Dostępny był tylko tryb tekstowy 64×16 i 32×16. Używając semigrafiki można było uzyskać rozdzielczość 128×48 piksele. Pamięć tablicy znaków znajdowała się w układzie generowania obrazu i nie była dostępna dla procesora. Nie jest możliwe wyświetlanie małych liter (podobnie jak w Apple II). Niedogodność tę można było wyeliminować przez dolutowanie dodatkowej kości pamięci.
Brak możliwości generowania dźwięku. Obejściem problemu było generowanie przebiegu prostokątnego na wyjściu magnetofonu, które podłączone było do wzmacniacza akustycznego. Większość gier używała tej metody dla efektów dźwiękowych.
Posiadał następujące gniazda:
- magnetofon
- monitor (nie było modulatora TV)
- szyna rozszerzeń
- zasilanie do podłączenia zewnętrznego zasilacza.

### Expansion Interface

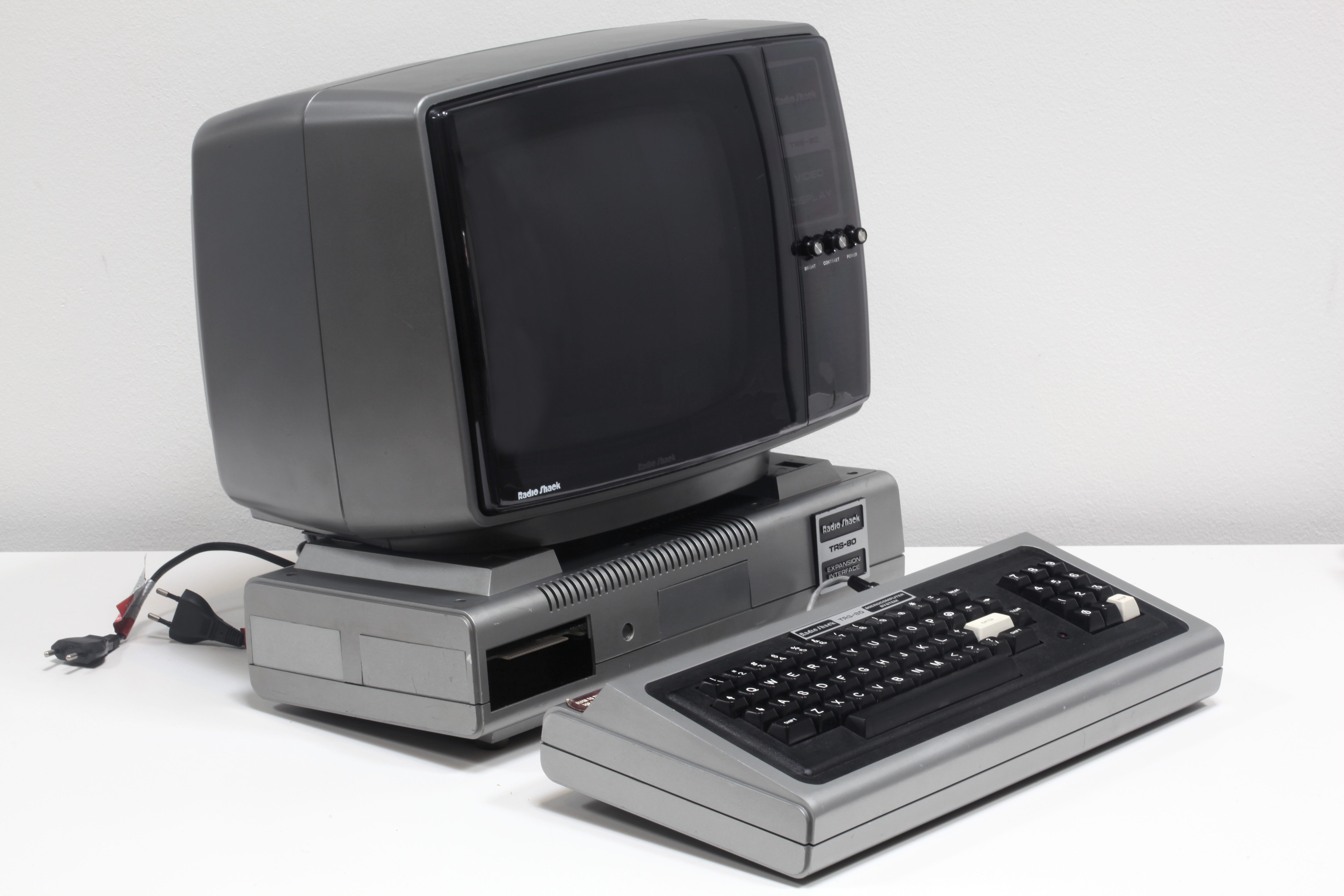
TRS-80 z Expansion Interface i monitorem

Dodatkowe interfejsy dostępne były przy zakupie modułu rozszerzeń Expansion Interface który również służył za podstawkę pod monitor. Podłączany był do szyny rozszerzeń i dodawał:
- kontroler stacji dysków
- port drukarki Centronics
- port szeregowy RS232
- dodatkowe gniazdo magnetofonu
- opcjonalnie rozszerzenie pamięci o 16 lub 32 KiB

Problemy z jakością wykonania Expansion Interface powodowały, że komputer mógł się resetować a jego praca nie była stabilna.

### BASIC

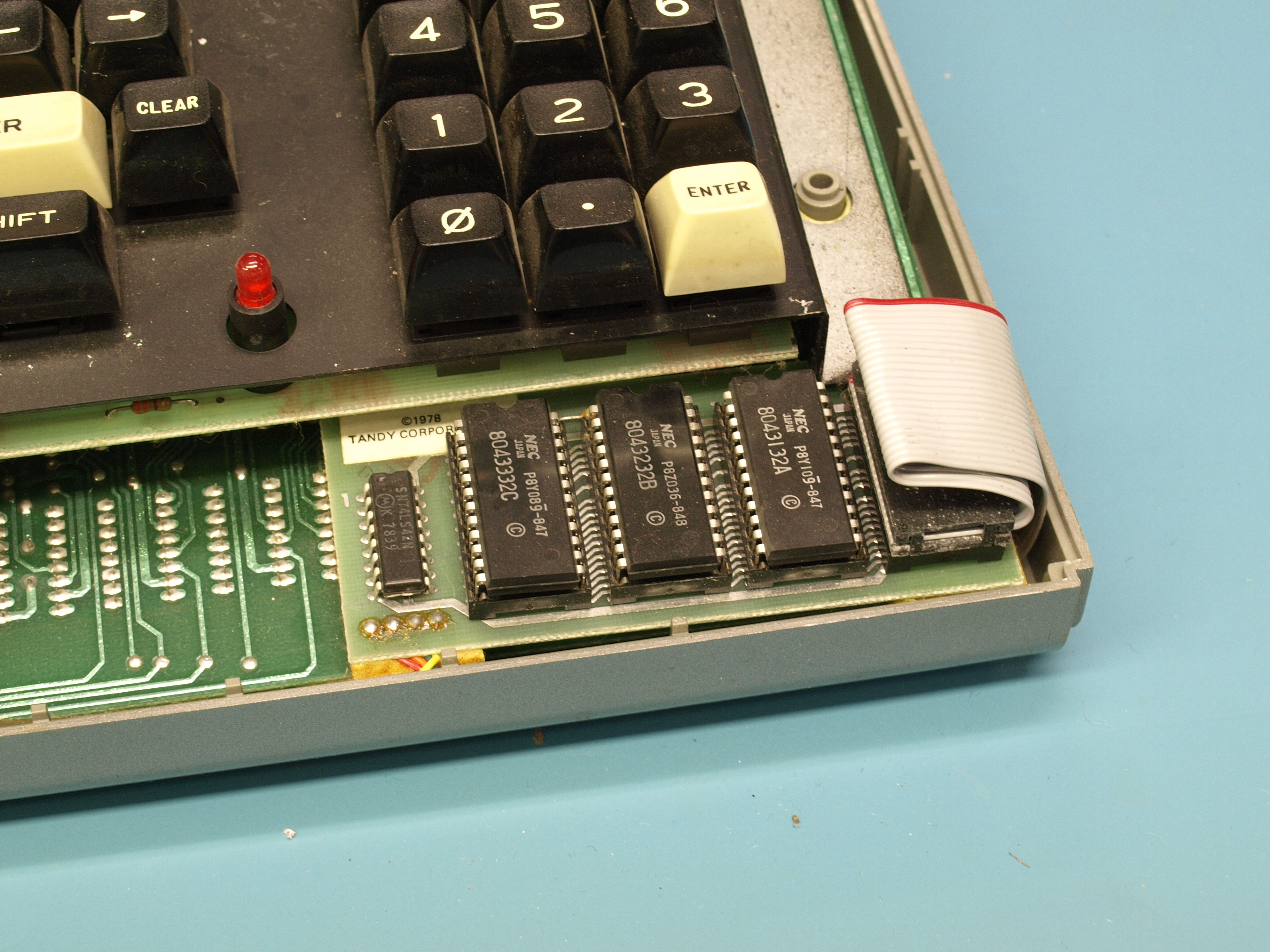
Moduł aktualizujący do BASIC Level II

Komputer posiadał wbudowany interpreter języka BASIC. Początkowo dostępny był BASIC Level 1. Mieścił się on w 4 KiB ROM i bazował na darmowym TinyBASIC z niewielkimi zmianami. W połowie 1978 udostępniono rozszerzoną wersję BASIC Level 2 który mieścił się w 12 KiB. Był to produkt licencjonowany od Microsoft (zmniejszona wersja 16k Extended BASIC) i był wymagany przy używaniu modułu rozszerzeń i stacji dysków. Później w wersji rozszerzonej o procedury obsługi stacji dysków występował jako Disk BASIC.
Firma Microsoft rozpowszechniała BASIC Level III na kasecie magnetofonowej. Był to 16k Extended BASIC z dodanymi funkcjami specyficznymi dla TRS-80.

## Historia

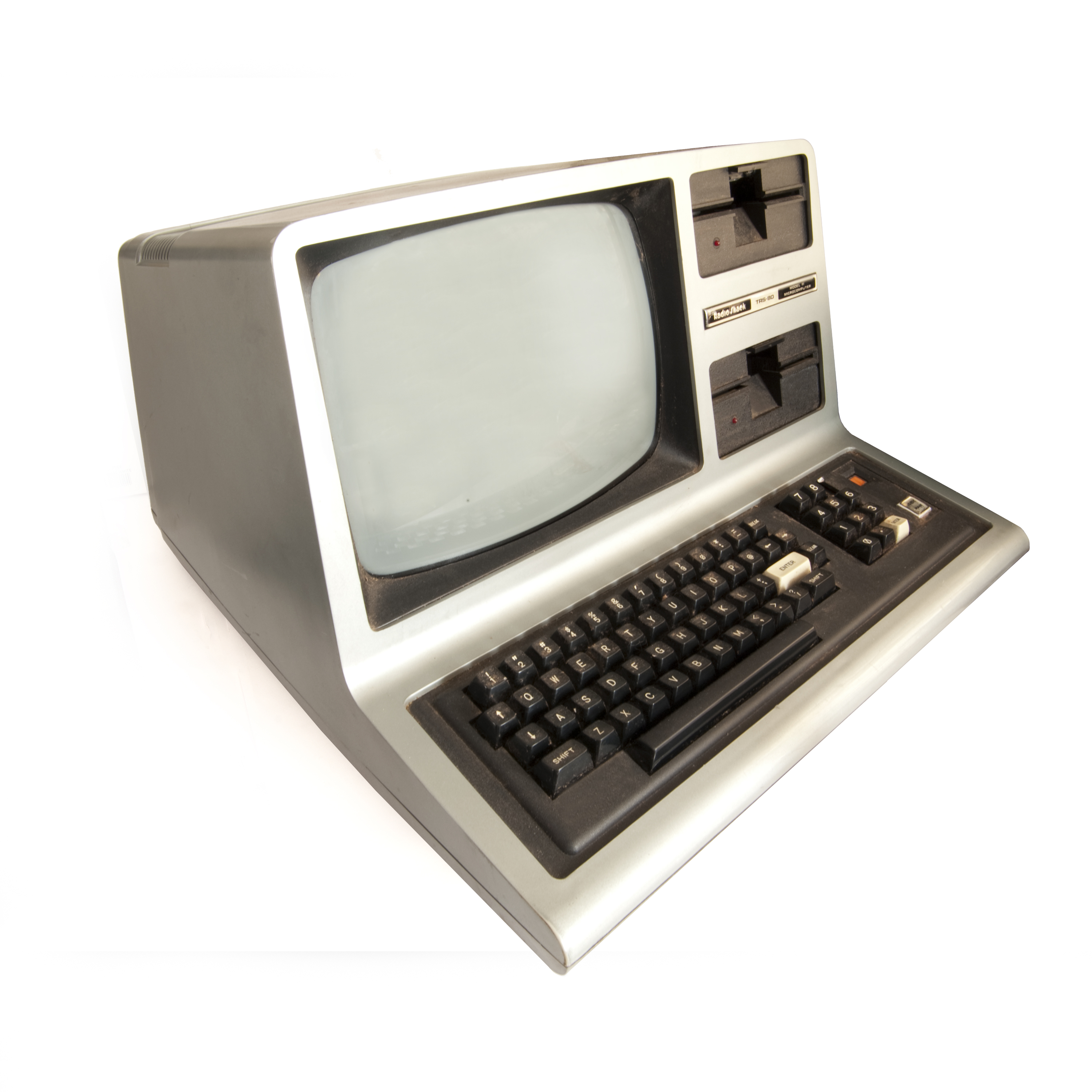
TRS-80 Model III, zastąpił Model I

W drugiej połowie lat 70. XX wieku w Stanach Zjednoczonych pojawiły się pierwsze komputery osobiste w postaci zestawów do samodzielnego montażu. Były to urządzenia adresowane do zaawansowanych hobbystów którzy potrafili je samodzielnie złożyć i uruchomić. Wśród nabywców jednego z nich – komputera Altair 8800 był pracownik Tandy Corporation Don French. Zbudował on również swój własny komputer i zaprezentował go wiceprezydentowi Tandy do spraw produkcji Johnowi Roach. Chociaż komputer nie zrobił wrażenia na Roachu, to zainteresowała go idea sprzedaży mikrokomputerów. Firma Tandy była posiadaczem dużej sieci sprzedaży RadioShack, w skład której wchodziło więcej niż 3000 sklepów z elektroniką.
Gdy obaj odwiedzili siedzibę National Semiconductor w połowie 1976 roku, spotkali tam Steve’a Leiningera, który zaimponował im swoją wiedzą na temat mikroprocesora SC/MP. Został on wkrótce zatrudniony przez Tandy ze względu na doświadczenie techniczne i w sprzedaży (pracował również dorywczo w Byte–Shop). Leininger i French rozpoczęli razem prace w czerwcu 1976. Początkowo firma myślała o zestawie do samodzielnego montażu, jednak Leininger przekonał innych, że lepszy będzie złożony produkt ponieważ „niezbyt dużo ludzi potrafi lutować”
.
Potencjalnie Tandy miało 11 milionów klientów, którzy mogli kupić komputer, ale jego cena znacznie przewyższała średnią cenę produktów w RadioShack wynoszącą 30 USD. W grudniu 1976 Leininger i French otrzymali oficjalnie akceptację dla projektu z poleceniem by podkreślali oszczędności, np. eliminacja małych liter z zestawu znaków pozwalało zaoszczędzić 1,5 USD co przekładało się na niższą o 5 USD cenę końcowego produktu. Początkowo zakładano, że cena gotowego produktu wyniesie 199 USD, co przekładało się na 80 USD koszty produkcji. Pierwszy prototyp miał membranową klawiaturę i nie posiadał monitora. Leininger przekonał Roacha i Frencha by dołączyć lepszą klawiaturę, monitor i magnetofon, a to podnosiło cenę detaliczną.
W lutym 1977 roku zaprezentowano prototyp Charlesowi Tandy – szefowi Tandy Corporation. Prosty program księgowy zawiesił się, gdy Tandy wprowadził 150 000 USD jako swoje wynagrodzenie. Projekt został formalnie zatwierdzony 2 lutego 1977 roku, przy czym Tandy ujawnił, że prasa została już powiadomiona o istnieniu komputera.

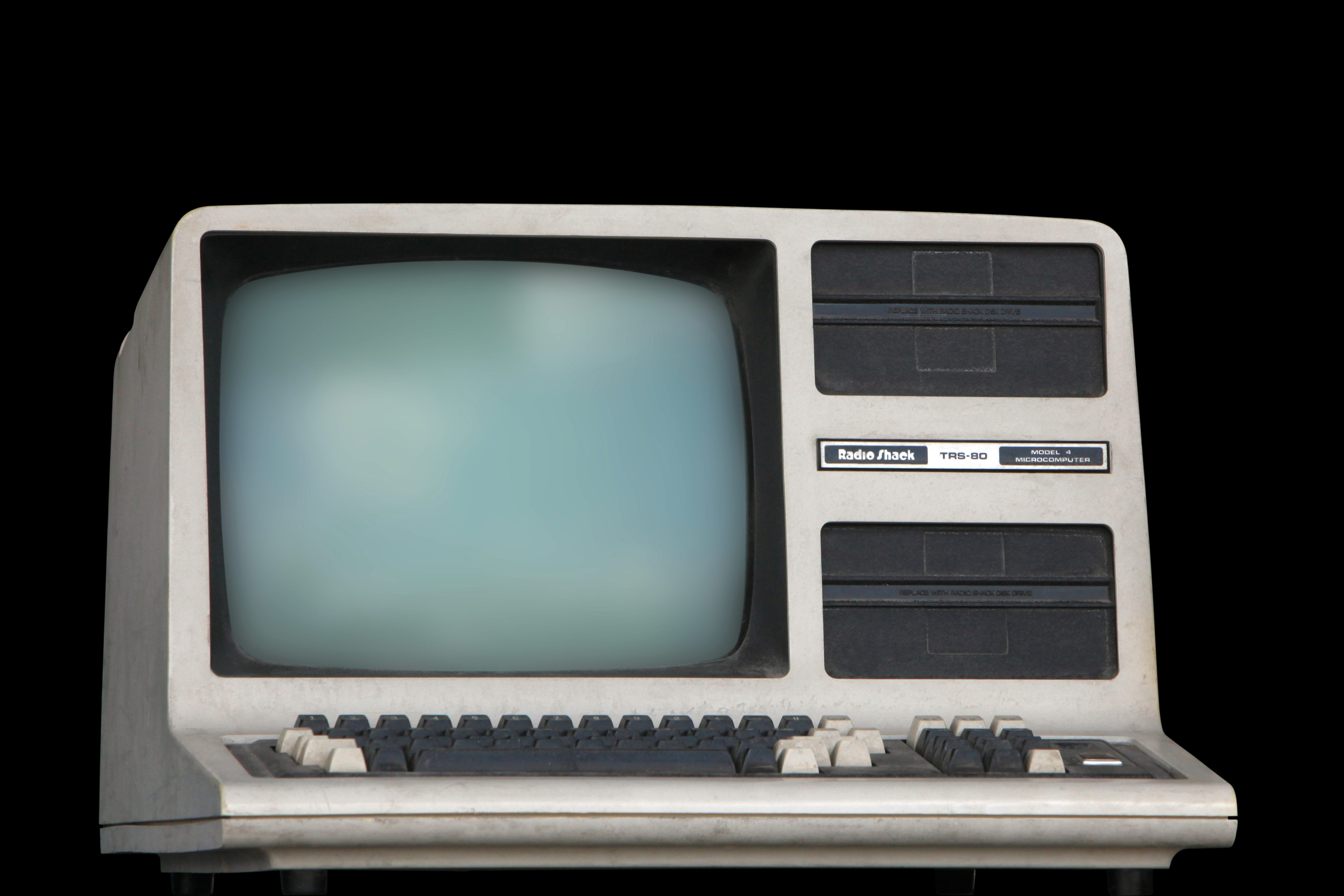
TRS-80 Model 4, kolejny po Model III i ostatni kompatybilny z Model I

Wielkość produkcji zaplanowano na 3500 sztuk, co było bliskie liczbie sklepów RadioShack. Argumentowano, że jeśli komputer nie będzie się sprzedawał to sklepy mogą ich używać do ewidencjonowania stanów magazynowych. Leininger proponował 50 000 sztuk, ale uznano to za nierealistyczną liczbę, chociaż MITS sprzedał 10 000 zestawów Altair 8800 z monitorem za 1000 USD w poprzednim roku.
Oficjalnie komputer zaprezentowano na konferencji prasowej w Nowym Jorku 3 sierpnia 1977 roku. Konferencja przeszła bez większego echa (ze względu na zamach terrorystyczny w tym samym czasie). Spore zainteresowanie wzbudził dopiero 2 dni później na targach Personal Computer Faire w Bostonie. Do siedziby firmy przyszło 6 worków listów z zapytaniami o komputer, a 15000 osób zadzwoniło paraliżując centralę telefoniczną. 250 000 zapisało się na listę oczekujących płacąc 100  USD depozytu
.
Tandy zaczęło dostarczać komputery we wrześniu. W ciągu półtora miesiąca sprzedano 5000 sztuk, a w pierwszym roku 55 000. Wszystkich komputerów z rodziny TRS-80 wyprodukowano ponad 200 000. Sprzedaż zakończono z końcem 1980 gdy dostępne były nowsze modele: niekompatybilny TRS-80 Model II i kompatybilny TRS-80 Model III.
Ostatnim modelem z rodziny był TRS-80 Model 4 zastępujący Model III, produkowany do 1991 roku.